# Paddy Driver
Ernest Gould „Paddy“ Driver (* 13. Mai 1934 in Johannesburg) ist ein ehemaliger südafrikanischer Motorrad- und Autorennfahrer.

## Karriere
Paddy Driver begann 1953 mit dem Motorradrennsport und startete zwischen 1958 und 1965 in der Motorrad-Weltmeisterschaft. Zuerst startete er in den Klassen bis 350 und bis 500 cm³ auf Norton, später setzte er auch Suzuki- und EMC-Maschinen ein. Von 1963 bis 1965 trat er bei den 350ern auf A.J.S. 7R und bei den 500ern auf Matchless G50 an. Seine erfolgreichste Saison hatte Driver 1965, als er in der Halbliterklasse zweite Ränge beim Ulster Grand Prix und in Finnland einfuhr und in der Gesamtwertung der Königsklasse hinter den MV-Agusta-Werkspiloten Mike Hailwood und Giacomo Agostini Dritter der Gesamtwertung wurde. Insgesamt gelangen ihm in der Weltmeisterschaft neun Podestplätze; ein Sieg war Driver allerdings nie vergönnt.
Bereits ab 1963 startete Paddy Driver parallel zu seinen Zweiradaktivitäten auch auf vier Rädern. Mit einem Lotus 24 wurde er Siebter beim Rand Grand Prix in Kyalami und versuchte sich erstmals für den Großen Preis von Südafrika zu qualifizieren. Das Unternehmen endete mit einem Totalschaden im letzten Trainingslauf und Driver konnte mangels Ersatzwagen nicht am Rennen teilnehmen. Ab 1969 widmete er sich wieder dem Autorennsport und startete in der Südafrikanischen Formel-1-Meisterschaft in einem Lola T140-Ford. 1970 wechselte Driver in die Südafrikanische Formel-5000-Meisterschaft, wo er auf einem McLaren M10B-Chevrolet antrat und 1971 sowie 1973 den Meistertitel gewann. Beim südafrikanischen Grand Prix 1974, seinem einzigen Rennen in der Automobil-Weltmeisterschaft, der heutigen Formel 1, steuerte Paddy Driver einen Lotus 72 und fiel bereits nach sechs Runden mit Kupplungsschaden aus. Bis in die 1980er-Jahre bestritt er Tourenwagenrennen mit Fahrzeugen von Mazda.

## Statistik

### Erfolge
- 1962 – Südafrikanischer 500-cm³-Meister[1]

### Einzelergebnisse in der Sportwagen-Weltmeisterschaft
| Saison | Team         | Rennwagen | 1   | 2   | 3   | 4   | 5   | 6   | 7   |
| ------ | ------------ | --------- | --- | --- | --- | --- | --- | --- | --- |
| 1983   | P Kaye-Eddie | BMW 535   | MON | SIL | NÜR | LEM | SPA | FUJ | KYA |
| 1983   | P Kaye-Eddie | BMW 535   |     |     |     | DNF |     |     |     |